# Carretera Kandahar-Herat
La carretera Kandahar-Herat es un tramo de carretera de 557 kilómetros que une las ciudades de Kandahar y Herat en Afganistán. Esta carretera es parte de una red de carreteras más grande, el "anillo" o en inglés "Ring Road", y fue construida por primera vez por los soviéticos en la década de 1960. La carretera Kandahar-Herat se compone de dos secciones de la "Carretera Nacional 1": NH0101 va de Kandahar a Gerešk, y NH0102 va de Gerešk a Herat.

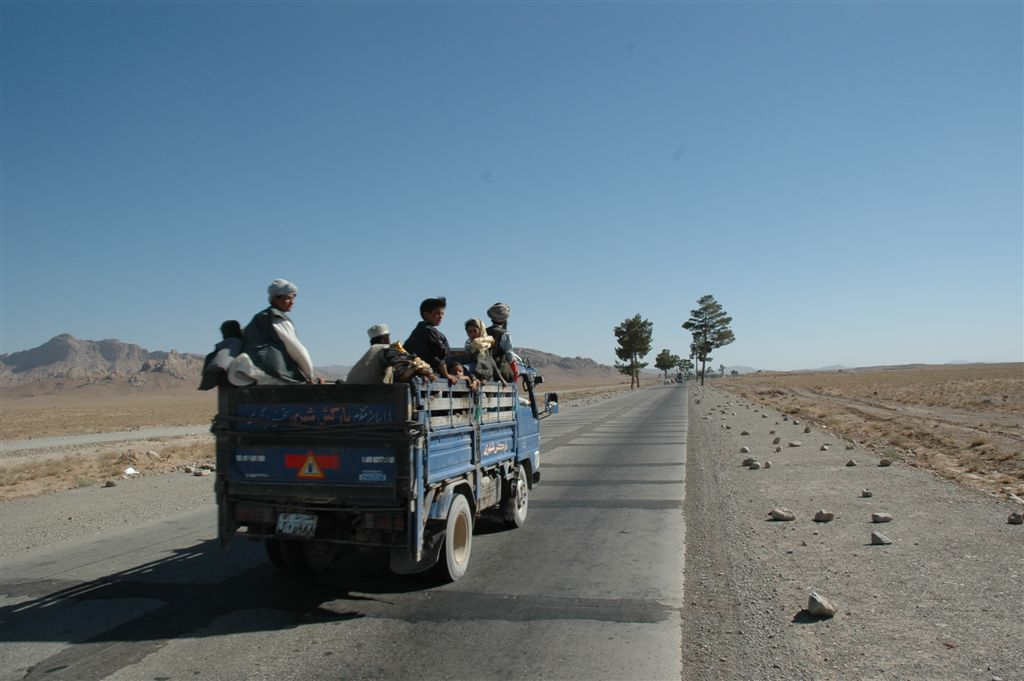
Un pequeño camión que pasa por la carretera Kandahar - Herat.

## Historia
En octubre de 2004 comenzó la reconstrucción de la carretera y se esperaba que estuviera terminada a finales de 2006. Estados Unidos financió un tramo de 326 kilómetros de la carretera, Arabia Saudita financió 115 kilómetros de la carretera, y Japón contribuyo a la reconstrucción de 116 kilómetros. La carretera Kandahar-Herat ha reducido el tiempo de viaje entre esas dos ciudades principales de 10 horas a 4,3 horas.

## Conectividad con la Ruta 606: Carretera Delaram-Zaranj
La carretera Delaram-Zaranj, también conocida como Ruta 606, es una carretera de dos carriles de 217 kilómetros construida con la ayuda de India, que conecta Delaram en la provincia de Farah con Zaranj en la vecina provincia de Nimruz, cerca de la frontera con Irán. Conecta la frontera afgano-iraní con la autopista Kandahar-Herat en Delaram, que proporciona conectividad a otras ciudades afganas importantes a través de la A01. La ruta 606 reduce el tiempo de viaje entre Delaram y Zaranj de 12 a 14 horas a solo 2 horas.